# Ocótsqui
Ocótsqui (em russo:  Охотск) é um assentamento de tipo urbano da Rússia, no krai de Khabarovsk, centro administrativo e fabril do raion de Ocótsqui. Localiza-se no leste da Sibéria, na foz do rio Ocota no mar de Ocótsqui. É servida pelo aeroporto de Ocótsqui.

## Clima
| Dados climatológicos para Ocótsqui | Dados climatológicos para Ocótsqui | Dados climatológicos para Ocótsqui | Dados climatológicos para Ocótsqui | Dados climatológicos para Ocótsqui | Dados climatológicos para Ocótsqui | Dados climatológicos para Ocótsqui | Dados climatológicos para Ocótsqui | Dados climatológicos para Ocótsqui | Dados climatológicos para Ocótsqui | Dados climatológicos para Ocótsqui | Dados climatológicos para Ocótsqui | Dados climatológicos para Ocótsqui | Dados climatológicos para Ocótsqui |
| Mês                                | Jan                                | Fev                                | Mar                                | Abr                                | Mai                                | Jun                                | Jul                                | Ago                                | Set                                | Out                                | Nov                                | Dez                                | Ano                                |
| ---------------------------------- | ---------------------------------- | ---------------------------------- | ---------------------------------- | ---------------------------------- | ---------------------------------- | ---------------------------------- | ---------------------------------- | ---------------------------------- | ---------------------------------- | ---------------------------------- | ---------------------------------- | ---------------------------------- | ---------------------------------- |
| Temperatura máxima recorde (°C)    | 5,5                                | 1,9                                | 6,4                                | 16,0                               | 26,2                               | 31,3                               | 30,7                               | 32,1                               | 24,8                               | 15,7                               | 6,2                                | 2,8                                | 32,1                               |
| Temperatura máxima média (°C)      | −17,8                              | −14,3                              | −7,1                               | 0,0                                | 5,7                                | 11,1                               | 15,6                               | 16,9                               | 12,7                               | 2,2                                | −10,2                              | −17,2                              | −0,2                               |
| Temperatura mínima média (°C)      | −23,5                              | −22,1                              | −18,4                              | −8,7                               | −0,5                               | 5,5                                | 10,5                               | 10,2                               | 4,8                                | −4,8                               | −15,6                              | −22,0                              | −7,1                               |
| Temperatura mínima recorde (°C)    | −41,3                              | −45,7                              | −36,9                              | −29,2                              | −16,0                              | −2,6                               | 1,7                                | −0,1                               | −6,6                               | −27,5                              | −37,4                              | −39,7                              | −45,7                              |
| Precipitação (mm)                  | 13                                 | 7                                  | 16                                 | 24                                 | 37                                 | 47                                 | 78                                 | 84                                 | 80                                 | 67                                 | 33                                 | 14                                 | 500                                |
| Insolação (h)                      | 86,8                               | 146,9                              | 241,8                              | 231,0                              | 195,3                              | 201,0                              | 179,8                              | 182,9                              | 171,0                              | 158,1                              | 108,0                              | 52,7                               |                                    |
| Fonte: Pogoda.ru.net Dez. 2011     |                                    |                                    |                                    |                                    |                                    |                                    |                                    |                                    |                                    |                                    |                                    |                                    |                                    |